# 4p1000
4 pour 1 000 (abrégée 4p1000), représentant la proportion de 4 ‰, est une initiative internationale lancée lors de la COP21 en 2015. Son but est de promouvoir une meilleure compréhension du cycle du carbone, et de renforcer le rôle du sol dans le stockage planétaire du carbone, un rôle qui peut être utilisé comme levier pour réduire la concentration de gaz à effet de serre dans l'atmosphère.
Selon Cornelia Rumpel de l'INRA/CNRS, dans la revue Nature (2018), intégrer un peu plus de carbone dans les sols à une profondeur de 0 à 40 cm, mais à grande échelle géographique, permettrait d'atténuer le dérèglement climatique, voire de respecter les engagements de l'accord de Paris sur le climat (en supposant qu’il n’y a pas et n'y aura pas de déforestation ou d'émissions supplémentaires).

## Origine du 4 pour1 000
Cette idée née au sein de l'INRA et du CNRS en France a été annoncée publiquement par Stéphane Le Foll lors de la 3e conférence scientifique mondiale sur l'« agriculture climato-intelligente ». Il suffirait d'augmenter le stock de carbone du sol de manière infime (0,4 % par an) pour compenser l'augmentation des émissions de CO2 dans l'atmosphère. Cela peut être effectué en adoptant des pratiques agroécologiques (cultures de couverture, l’amélioration de la rotation des cultures, l’agriculture biologique, l’agroforesterie ou encore par la (re)conversion de terres arables en prairies) et en réhabilitant les sols. La stratégie est présentée comme étant gagnante-gagnante puisqu'elle permettrait une meilleure résistance des sols aux changements climatiques et augmenterait leur fertilité, nécessaire à la sécurité alimentaire dans le monde. L'agriculture de conservation, l'agriculture régénérative, ainsi que l'agroforesterie entrent pleinement dans cette stratégie.
On sait en effet que la fine couche superficielle de sol planétaire est la plus grande réserve de carbone organique non fossile de la planète. Diverses études dont celles produites par Scharlemann et ses collègues en 2014, avec une « dette en carbone » qui grandit depuis 12 000 ans environ selon Sanderman et ses collaborateurs (2018) : presque partout dans le monde, les activités humaines ont dégradé les sol, qui ont perdu une part, parfois importante ou totale, de leur capacité à stocker le carbone. Plusieurs équipes de chercheurs ont ensuite, de 2014 à 2017 estimé que l'on peut faire de ce déficit une opportunité de stockage de C via des techniques de restauration de la vie et la santé du sol,,.
Cette approche intéresse le secteur du marché du carbone et de la compensation carbone, qui doit cependant être assuré que le carbone ainsi stocké l'est pour au moins un siècle, faute de quoi ce carbone n'est pas créditables sur le marché, même si certains marchés plus récents peuvent acheter et vendre des crédits temporaires puissent être émis pour 25 ans).

## Soutien au 4 pour1 000
Plusieurs entités, organismes de recherche et financeurs proposent leur soutien à l'initiative 4 pour 1 000 :
- Centre de coopération internationale en recherche agronomique pour le développement (CIRAD) ;
- Institut de recherche pour le développement (IRD) ;
- Institut national de la recherche agronomique (INRA) ;
- Groupe consultatif pour la recherche agricole internationale (CGIAR) ;
- Global Research Alliance ;
- Coordination of International Research Cooperation on soil CArbon Sequestration in Agriculture (CIRCASA) ;
- Food and Agriculture Organization (FAO)[12].

## Calcul du 4 pour1 000
Ce taux 4 pour 1 000 a été choisi de la manière suivante : l'augmentation annuelle de CO2 dans l'atmosphère due à la combustion d'énergie fossile est estimée à 8,9 Gt C par an, tandis que le stock de carbone du sol sur les deux premiers mètres à 2 400 Gt. Le ratio des deux (8,9 / 2400) permet d'obtenir la valeur arrondie de 0,4 %, soit 4 ‰. Ce stockage permettrait de compenser l'augmentation des émissions de carbone dans l'atmosphère et d'augmenter la productivité agricole.
En juin 2019, l'INRAE évalue le potentiel en France. Au total, le stockage additionnel pourrait atteindre, au maximum, + 1,9 ‰ sur l'ensemble des surfaces agricoles et forestières (mais 3,3 ‰ pour les seules surfaces agricoles et 5,2 ‰ si l'on se restreint aux grandes cultures), soit 41 % des émissions de carbone agricoles. Le potentiel le plus élevé se situe là ou le stockage existant est le plus faible, les grandes cultures. Les pratiques conseillées sont la mise en place de couverts intercalaires et intermédiaires, l'introduction et allongement des prairies temporaires dans les rotations culturales, le développement de l'agroforesterie, l'apport de composts ou produits résiduaires organiques, la plantation de haies.

## Critiques ou limites du 4 pour1 000
Plusieurs critiques ont été formulées à propos du calcul ou de la faisabilité du 4 pour 1 000, :
- le taux d'augmentation des émissions de carbone serait sous-estimé, l'approche ne semblant pas prendre en compte les émissions générées par la déforestation mais seulement celles des combustions fossiles[17] ;
- le volume et la surface de sols disponibles serait surestimés, la pratique du 4 pour 1 000 ne pouvant être appliquées que sur les terres agricoles (et seulement à une profondeur de 1 à 30 cm environ) ; et la conversion de nombreuses terres cultivées en prairies ou forêts aurait un impact négatif sur la sécurité alimentaire mondiale[18],[19]. Une étude de faisabilité faite en Bavière publiée en 2020 par Martin Wiesmeie et ses collègues a conclu que le potentiel de séquestration supplémentaire du C dans ce pays par de changements de pratique agricole ne se traduirait que par une hausse de 1 pour 1 000, plutôt que 4 pour mille, mais que « pour maintenir une agriculture résiliente qui résiste à des conditions météorologiques plus extrêmes à l'avenir, des sols sains sont nécessaires. Nous concluons donc que les effets positifs attendus d’une augmentation des stocks de COS sur le stockage des nutriments et de l’eau, l’érosion des sols, la biodiversité et la sécurité alimentaire sont cruciaux pour l’adaptation au changement climatique »[18] ;
- le réchauffement de l'air et des sols affectera l'activité microbienne du sol[18], d'une manière encore mal comprise, mais qui pourrait diminuer la captation du carbone par le sol ;
- un argument rapporté par Wiesmeier (2020) est que « l'application d'amendements organiques n'est dans la plupart des cas qu'un transfert de nutriments, mais ne tient pas compte d’une séquestration supplémentaire de carbone dans l'atmosphère »[18] ;
- selon Hungate et ses collègues (2003), des études et modélisations de l'enrichissement de l'air en CO2 laissent penser que des apports d’azote et de phosphore sont nécessaires pour augmenter ou maintenir la productivité des plantes (et indirectement l'accumulation de C dans le sol par le végétal) ; « la séquestration du C augmente stœchiométriquement la demande en N et en autres nutriments ; l'utilisation d’engrais azotés pour augmenter les rendements et, avec cela, la séquestration du SOC est compensée par les émissions de GES par sa production et son application »[18],[20],[21],[22],[23], or si l'azote est souvent excédentaire dans les sols, ce n'est pas le cas du phosphore. Néanmoins le végétal n'est pas la seule voie d'entrée du carbone dans le sols, les champignons et bactéries, les invertébrés peuvent aussi jouer un rôle dans les puits de carbone.

De plus, le stockage de carbone dans le sol ne permettra pas à lui seul d'atténuer les émissions de gaz à effet de serre d'origine anthropique, car cela ne prend pas en compte les autres émissions de méthane ou de protoxyde d'azote. Pour conserver l'équilibre stœchiométrique des sols, l'apport de carbone devra être compensé par l'apport d'azote et de phosphore. Et, enfin, l'apport de carbone frais dans le sol peut avoir pour effet de déstabiliser le carbone stable.
Il existe encore des malentendus entre scientifiques et politiques à propos de la pérennité du carbone du carbone nouvellement séquestré dans la matrice du sol (agricole notamment) ; une incertitude qui selon Katherine Dynarski et ses collègues (2020>) est exacerbée par l'imprécision des terminologie utilisées par les chercheurs et décideurs. Une idée reçue chez les décideurs politiques travaillant sur la compensation carbone est que le carbone stocké dans le sol y reste vulnérable et peut être vite perdu (via une perte physique et/ou une dégradation microbienne) dès que les pratiques d'absorption et stockage du C du sol ne sont plus maintenue. Cette question est souvent posée,,. Or, cette hypothèse est contredite par les données scientifiques récentes qui montrent que la consommation et la transformation microbiennes du carbone d’origine végétale sont en fait nécessaires au stockage à long terme de la matière organique du sol, notamment en profondeur,,.
Les promoteurs de l'initiative notent que le taux de « 4 pour 1 000 » n'est pas un taux cible à atteindre de façon précise partout dans le monde, mais à prendre comme une direction à suivre pour lutter contre le changement climatique, aider à l'adaptation de l'agriculture et améliorer la sécurité alimentaire, via le stockage du carbone dans les sols. Selon une analyse critique, publiée par Wiesmeier et ses collaborateurs en 2020, « malgré les critiques (...) le 4p1000 peut être considéré comme un objectif ambitieux qui, dans tous les cas, inclut de précieux co-avantages pour la qualité du sol (Rumpel et al. , 2019, Soussana et al. , 2019). Par conséquent, l’initiative 4p1000 ne manque pas de pertinence et la capacité des sols agricoles à séquestrer le carbone doit être examinée scientifiquement. ».